# Катажина Любнауер
Катажина Анна Любнауер (пол. Katarzyna Anna Lubnauer, до шлюбу Лібудзіш; нар. 24 липня 1969, Лодзь) — польська математик і викладачка, депутат Парламенту VIII скликання, починаючи з 2017 голова партії Сучасна.

## Біографія
Катерина Лібудзіш народилася в Лодзі 24 липня 1969 року. Після закінчення загальноосвітньої школи ім. Тадеуша Костюшки вступила в Лодзький Університет, де вивчала математику. Незначний час працювала вчителькою у восьмирічній школі та ліцеї, вступивши до аспірантури, викладала в Лодзькому Університеті. У 2001 році здобула науковий ступінь доктора математичних наук за спеціальністю теорія ймовірностей. На кафедрі Теорії Ймовірності і Статистики обійняла викладацьку посаду.
В 1993 році була членом Демократичного Союзу з 1994 року член Європейської Свободи. У 1998—2002 роках вона була членом Міської ради Лодзя 3-госкликання. У 2001 році Катерина Любнауер була кандидатом у президенти Варшавського університету в Лодзі. Безуспішно балатувалася до Сейму Варшавського Університету у 2001 році. Безуспішно подала заявку на повторне обрання до муніципального управління — у 2002 році. В 2005 році увійшла до складу органів Демократичної Партії.
Була співорганізаторкою Фестивалю Науки, Техніки та Мистецтва. Публікувалася в журналі «Liberté!», вела блог. У липні Разом із з Лешеком Яджевськім ініціювала акцію «Світська школа» громадянської законодавчої ініціативи про скасування фінансування релігії з державного бюджету. Дуже активно виступає на телебаченні. У 2016 році стала заступницею голови партії з січня по травень 2017 року була прес-секретаркою, а в квітні того року взяла на себе головування депутатського клубу. 25 листопада 2017 року обрана головою партії, перемігши у голосуванні її засновника Ришарда Петру.

## Особисте життя
Народилася в Дзіслави (професор мікробіології) та Єжика (хімік).
В березні 1991 року одружилася з фінансистом Мацеєм Любнауером. В 1997 році народила доньку.

## Результати виборів
| Wybory | Komitet wyborczy                                       | Komitet wyborczy     | Organ      | Okręg           | Wynik |
| ------ | ------------------------------------------------------ | -------------------- | ---------- | --------------- | ----- |
| 1998   | Unia Wolności                                          | Rada Miejska w Łodzi | Okręg nr 4 | Так             |       |
| 2001   | Unia Wolności                                          | Sejm IV kadencji     | nr 9       | Ні              |       |
| 2002   | Komitet Wyborczy Wyborców Witold Rosset — Łódź na Fali | Rada Miejska w Łodzi | Okręg nr 4 | 324 (2,22 %)Ні  |       |
| 2005   | Partia Demokratyczna — demokraci.pl                    | Sejm V kadencji      | nr 9       | 392 (2,20 %) Ні |       |
| 2006   | KKW Lewica i Demokraci SLD+SDPL+PD+UP                  | Rada Miejska w Łodzi | Okręg nr 4 | Ні              |       |